# Eparquia de Nostra Senyora del Líban de París dels Maronites
L'eparquia de Nostra Senyora del Líban de París dels Maronites (francès:  Éparchie Notre-Dame-du-Liban de Paris des Maronites, llatí: Eparchia Dominae Nostrae Libanensis Parisiensis Maronitarum) és una seu de l'Església maronita a França, Immediatament subjecta. Al 2013 tenia 50.300 batejats. Actualment està regida per l'eparca cardenal Nasser Gemayel.

## Territori
La diòcesi comprèn tots els fidels de l'església maronita a França.
La seu eparquial és la ciutat de París, on es troba la catedral de Nostra Senyora del Líban.
El territori està dividit en 4 parròquies.

## Història
L'eparquia va ser erigida el 21 de juliol de 2012 mitjançant la butlla Historia traditiones del papa Benet XVI. Precedentment els fidels maronites estaven subjectes a la jurisdicció de l'ordinariat de França pels fidels de ritu oriental, erigit el 16 de juny de 1954.

## Cronologia episcopal
- Nasser Gemayel, des del 21 de juliol de 2012

## Estadístiques
A finals del 2013, la diòcesi tenia 50.300 batejats.
| any  | població | població | població | sacerdots | sacerdots       | sacerdots       | sacerdots             | diaques | religiosos | religiosos | parròquies |
| ---- | -------- | -------- | -------- | --------- | --------------- | --------------- | --------------------- | ------- | ---------- | ---------- | ---------- |
| any  | batejats | total    | %        | total     | clergat secular | clergat regular | batejats por sacerdot | diaques | homes      | dones      |            |
| 2012 | 50.000   | -        | -        | 9         | 6               | 3               | 5.555                 | -       | 14         | 9          | 3          |
| 2013 | 50.300   | -        | -        | 6         | 3               | 3               | 8.383                 | -       | 14         | 9          | 4          |